# گورستان بابازید
قبرستان بابازید مربوط به دوره قاجار است و در شهرستان هرسین، بخش مرکزی، دهستان حومه، محدوده شرق روستای بابازید واقع شده و این اثر در تاریخ ۲۶ اسفند ۱۳۸۷ با شمارهٔ ثبت ۲۵۵۳۱ به‌عنوان یکی از آثار ملی ایران به ثبت رسیده است.